# بیک (شیروان)
بیک روستایی در ایران است که در دهستان تکمران واقع شده‌است. بیک ۶۳۲ نفر جمعیت دارد.